# Hahndorf (South Australia)
Hahndorf ist ein Dorf im australischen Bundesstaat Südaustralien mit rund 2.300 Einwohnern. Die Ortschaft liegt 28 km südöstlich von Adelaide in South Australia und ist eine Touristenattraktion der Region Adelaide Hills, da Hahndorf eine der ersten deutschen Siedlungen Australiens ist. Das deutsche Erbe ist auch heute noch sichtbar, etwa in Form von Bäckereien mit typisch deutschen Backwaren wie auch Fleischereien mit einer Vielzahl an Wurstwaren, die für das restliche Australien untypisch sind.

## Gründung
Die ersten deutschen Siedler, die Hahndorf gründeten, waren Lutheraner aus den preußischen Ostgebieten, die auswandern wollten, da sie vom Preußenkönig Friedrich Wilhelm III. wegen ihrer Religion verfolgt wurden. Von November bis Dezember 1838 erreichten mehrere Schiffe mit Auswanderern Südaustralien und Port Adelaide.
Besonders wichtig für die Gründungsgeschichte Hahndorfs ist jedoch die Ankunft des Schiffes „Zebra“ am 28. Dezember 1838 mit 187 deutschen Immigranten an Bord. Der Dreimaster stand unter dem Kommando des Sylter Kapitäns Dirk Meinerts Hahn. Dieser war von seinen Passagieren und deren Willen auszuwandern so beeindruckt, dass er ihnen half, ein geeignetes Stück Land zu finden und neu anzufangen. Im Mai 1839 hatten alle Siedler ihren Weg zum ihnen zugeteilten Land gefunden, und zu Ehren des Kapitäns nannten sie die Siedlung Hahndorf.

## Geschichte
Die Siedler arbeiteten hart, um das Land zu bewirtschaften und Nahrungsmittel zum Überleben zu produzieren. Von der südaustralischen Regierung wurden ihnen Proviant für ein Jahr, Vieh und ein Prediger zugeteilt, so dass die Siedlungsbedingungen von Anfang an gut waren. Im ersten Jahr bauten die Hahndorfer eine Kirche. Innerhalb der ersten Dekade des Bestehens florierte die Ortschaft. Weinberge wurden angelegt, die Frauen arbeiteten z. B. als Schäferinnen und die Männer verdingten sich als Arbeitskräfte bei den umliegenden Landbesitzern.
Während des Ersten Weltkriegs erfuhren die Einwohner Hahndorfs wegen ihrer deutschen Wurzeln starke Ressentiments. Schließlich wurde der Ortsname durch einen Parlamentsbeschluss von 1917 in Ambleside geändert. Auch Gebäudenamen wurden ausgewechselt. Das German Arms Hotel etwa wurde zum Ambleside Hotel umbenannt. Erst 1935 erhielt Hahndorf seinen ursprünglichen Namen zurück.

## Heute
Hahndorf ist eine der touristischen Hauptattraktionen der Region Adelaide Hills. Der Tourismus ist eine wichtige Einnahmequelle vieler Hahndorfer. Die Hahndorfer Zweigstelle der Vereinigung National Trust kämpft seit vielen Jahren darum, die kulturelle Geschichte der Stadt zu bewahren. Jedoch merken kritische Stimmen an, dass Hahndorf durch die „Überkommerzialisierung“ Schaden nehmen und seine Integrität als touristische Ortschaft verlieren könnte. Als besondere Bedrohung werden das „visuelle Durcheinander“ aufgrund zu vieler Hinweisschilder auf der Hauptstraße, die Errichtung unpassender Häuser sowie die fehlende Balance zwischen der Würdigung des historischen Erbes und des touristischen Kommerzes betrachtet.

## Sehenswürdigkeiten
- Detmold House
- German Arms Hotel
- Haebich’s Cottage
- Hahndorf Tourist Information Centre
- Pioneer Gardens
- St Michael’s Lutheran Church
- Thiele’s Cottage and Thiele’s Flower Shop
- The Old Mill